# The Arrival
The Arrival — девятый студийный альбом шведской группы Hypocrisy, выпущенный в 2004 году.
The Arrival последний альбом, записанный с барабанщиком Ларсом Соке. На песню «Eraser» был снят клип. Так же этот альбом был выпущен ограниченной редакцией, включающей в себя сам альбом и восемь фотографий.

## Список композиций
| №                   | Название                 | Длительность |
| ------------------- | ------------------------ | ------------ |
| 1.                  | «Born Dead Buried Alive» | 4:10         |
| 2.                  | «Eraser»                 | 4:27         |
| 3.                  | «Stillborn»              | 3:24         |
| 4.                  | «Slave to the Parasites» | 5:02         |
| 5.                  | «New World»              | 4:11         |
| 6.                  | «The Abyss»              | 4:24         |
| 7.                  | «Dead Sky Dawning»       | 4:28         |
| 8.                  | «The Departure»          | 5:18         |
| 9.                  | «War Within»             | 4:53         |
| Общая длительность: | Общая длительность:      | 40:17        |

## Участники записи
- Петер Тэгтгрен — гитара, вокал, клавишные
- Микаэль Хэдлунд — бас
- Ларс Соке — ударные